# 普特卡山 (普尼奧斯區)
9°30′32″S 76°55′36″W / 9.50889°S 76.92667°W
普特卡山（Putka），是秘魯的山峰，位於該國中部瓦努科大區，由瓦馬利埃斯省的普尼奧斯區負責管轄，屬於安地斯山脈的一部分，海拔高度4,400米。